# Daphne cneorum

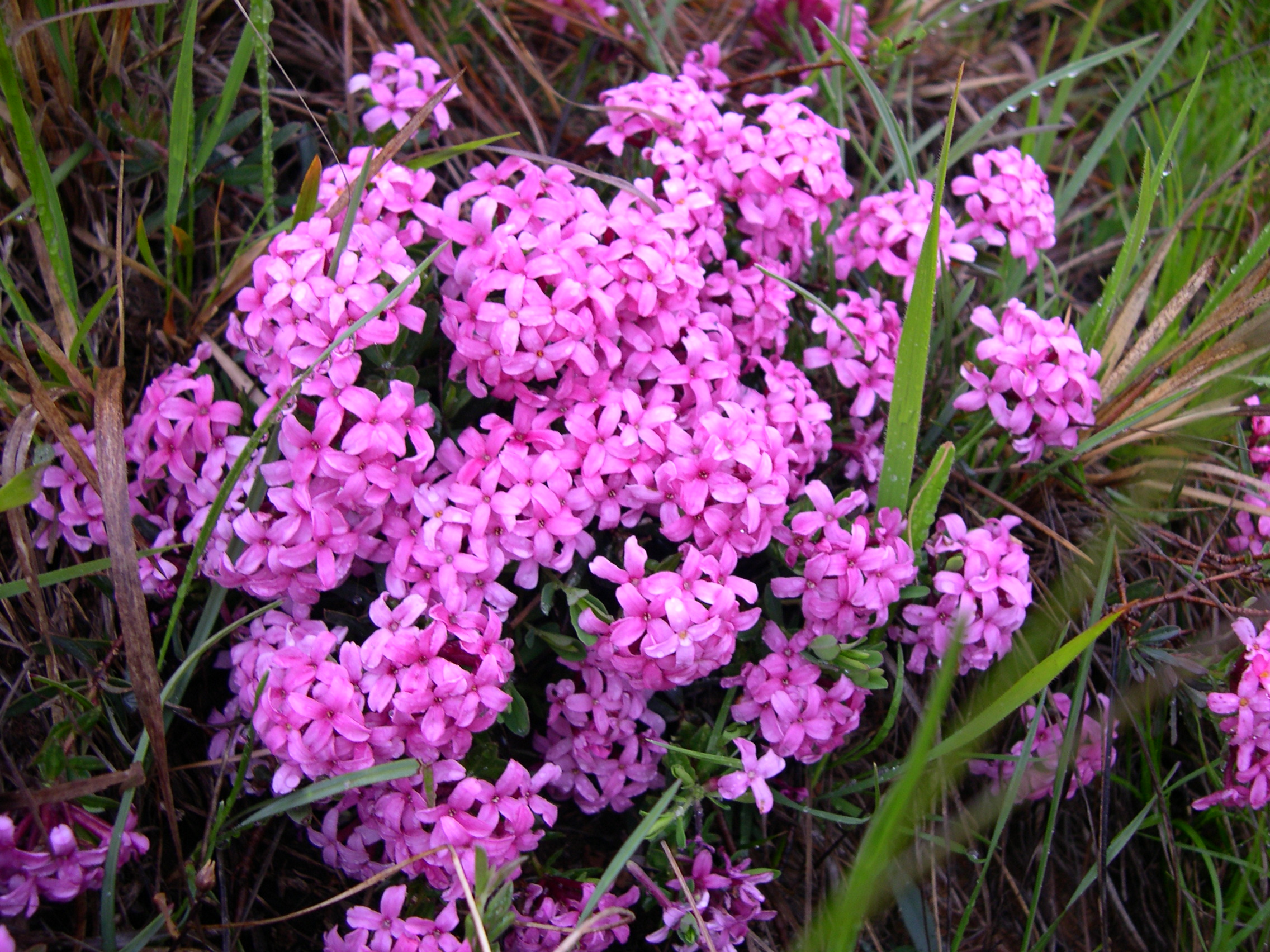
Planta de Daphne cneorum.

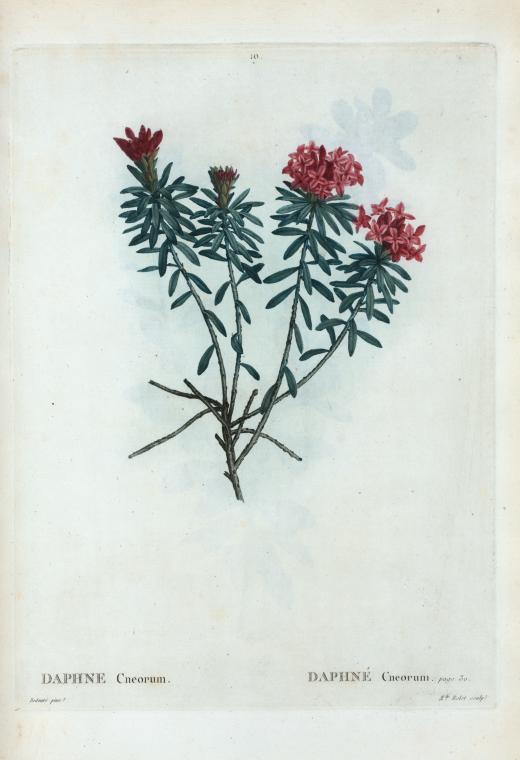
Ilustración

El torvisco de los Pirineos   (Daphne cneorum) es una especie de planta leñosa perteneciente a la familia Thymelaeaceae

## Descripción
Es una planta leñosa siempreverde venenosa, arbustiva,  alcanzando hasta 5 dm de altura, con hojas coriáceas brillantes en la parte superior y glabras en la parte inferior.
Es una planta postrada, con olorosas flores rosas, agrupadas en inflorescencias terminales.

## Hábitat
Se la encuentra sobre rocosidades calcáreas hasta los 2100 m s. n. m. con una distribución continental de Europa en España en los Pirineos.

## Taxonomía
Daphne cneorum fue descrita por Carlos Linneo y publicado en Species Plantarum 1: 357. 1753.
Etimología
Daphne; nombre genérico que lo encontramos mencionado por primera vez en los escritos del médico, farmacéutico y botánico griego que practicaba en la antigua Roma; Dioscórides (Anazarba, Cilicia, en Asia Menor, c. 40 - c. 90). Probablemente en la denominación de algunas plantas de este género se recuerda la leyenda de Apolo y Dafne. El nombre de Daphne en griego significa "laurel", ya que las hojas de estas plantas son muy similares a las del laurel.
cneorum: epíteto del nombre griego que daban a Daphne gnidium.
Sinonimia
- Thymelaea broteriana Cout.
- Daphne verlotii Gren. & Godr.
- Daphne rhodanica Gand.
- Daphne orogenes Gand.
- Daphne julia Koso-Pol.
- Daphne chamaebuxus Gand.
- Daphne broteriana (Cout.) Samp.
- Daphne brigantiaca Gand.
- Daphne alpestrivaga Gand.
- Thymelaea odorata Bubani
- Thymelaea cneorum (L.) Scop.
- Daphne prostrata Salisb.
- Daphne odorata Lam.[4]
- Daphne bellojocensis Gand.
- Daphne delphini Lavallée
- Laureola cneorum (L.) Samp.
- Thymelaea odorata Bubani[5]

## Nombre común
- Castellano: almezerion bajo, casia virgiliana, coronaria, oleandro montesino, torbisco de los Pirineos, torvisco de los Pirineos.[6]